# Ивановский завод тяжёлого станкостроения
Ивановский завод тяжёлого станкостроения — одно из крупнейших российских станкостроительных предприятий по производству высокотехнологичных и наукоёмких станков.
Являлся одним из крупнейших станкостроительных предприятий по производству высокотехнологичных и наукоемких станков, производил продукцию для аэрокосмической, оборонной, автомобильной и энергетической промышленности.
Является одним из системообразующих предприятий Российской Федерации.

## История
Завод был основан по решению Правительства СССР в 1953 году для серийного выпуска универсальных расточных станков.
21 ноября 1958 года введена в эксплуатацию первая очередь Ивановского завода расточных станков.
В 1958 году был налажен выпуск узлов и комплектующих для ленинградского станкостроительного завода имени Свердлова. Со временем, на заводе был начат выпуск простых горизонтально-расточных станков по чертежам того же завода. Оснастив производство необходимой базой, станкостроители перешли на производство более сложной продукции — обрабатывающих центров (ОЦ).
В 1970 году директором Ивановского завода расточных станков назначается Владимир Павлович Кабаидзе. Под его руководством к 1977 году на предприятии был налажен выпуск станков с числовым программным управлением (ЧПУ).
В 1976 году на базе завода создано Ивановское станкостроительное производственное объединение, которому в 1978 году присвоение имя 50-летия СССР.
К 1980-м предприятие стало флагманом отечественного станкостроения. Станки и обрабатывающие центры поставлялись на советские предприятия аэрокосмической, оборонной, автомобильной («ЗИЛ», «ГАЗ»), энергетической промышленности. В 80-х годах заводом были успешно реализованы такие крупные проекты, как комплекс гибких производственных систем «Иваново-Урал» на базе 23 обрабатывающих центров ИР1600МФ4 на оборонном заводе в Нижнем Тагиле, комплекс гибких производственных систем (ГПС) «Иваново-ЗИЛ» на базе 63 обрабатывающих центров и специальных станков для производства дизельных двигателей автозавода ЗИЛ в Москве. Внедрены ГПС на крупных предприятиях Украины, России, Белоруссии.
Также ивановские станки поставлялись на экспорт в развитые страны, такие как Германия, Япония, Италия, Швеция, Финляндия, Франция и другие.
В эти годы футбольная команда завода «Станкостроитель» успешно выступала в чемпионате Ивановской области. Завод имел собственный кинозал, многотиражную газету, пожарное депо, подсобное хозяйство.
В 1986 году завод был награждён Орденом Ленина.
В 1991 году заводу в составе Ивановского станкостроительного производственного объединения были предоставлены права самостоятельного юридического лица. Затем, на основании решений исполкома Ивановского городского Совета народных депутатов, ИЗТС был зарегистрирован в качестве отдельного юридического лица — государственного предприятия в составе Государственного акционерного объединения станкостроительной и инструментальной промышленности Министерства промышленности РСФСР.
В 1992 году, на основании решения конференции трудового коллектива завода, ИЗТС был преобразован в акционерное общество открытого типа (АООТ), а Комитетом по управлению государственным имуществом администрации Ивановской области и Государственным комитетом Российской Федерации по управлению государственным имуществом утверждён план приватизации завода, реализованный в 1993—1996 годах.
В результате приватизации в 1996 году было зарегистрировано ОАО «ИЗТС».
В 2008 году на заводе случился сильный пожар, уничтоживший целые цеха, а затем начался финансовый кризис, лишивший его заказов.
За 2013 год выручка составила 88,5 млн рублей, чистый убыток 5,4 млн рублей.
В апреле 2019 года при новом пожаре выгорел ещё один из корпусов предприятия, где находился швейный цех сторонней компании

###### Разделение предприятия
В 2011 году ИЗТС выступил поручителем по кредиту на 314,6 млн рублей, выданному банком «Авангард» игорной компании «Бигабум». В 2012 году компания обанкротиалсь, и после нескольких лет судебного разбирательства банк взыскал в свою пользу деревообрабатывающий и литейный корпуса.

Заводоуправление Ивановского завода тяжелого станкостроения, 2021 год (помещения сдаются арендаторам)

В 2014 году два корпуса завода — тяжёлых станков и заготовительного цеха — выкупила компания «СТАН». Они были выделены в ООО «Ивановский станкостроительный завод» (ИСЗ). В 2016 году ООО «ИСЗ» получило поддержку от Фонда развития промышленности на сумму 300 млн рублей на запуск производства мотор-шпинделей и механических шпиндельных устройств.
В 2019 году ООО «Профессионал», производитель навесного оборудования для строительной техники, купил один из корпусов завода.

## Попытка национализации
Остальная часть имущественного комплекса завода принадлежит АО «ИЗТС», ООО «Техинвест», ООО «Инвестпроект».
В феврале 2024 года Генпрокуратура России подала иск в Арбитражный суд Ивановской области с целью обращения акций этих предприятий в федеральную собственность. В иске указывалось, что завод был приватизирован незаконно (без решения правительства РФ). Суд арестовал акции, а затем, в марте, удовлетворил иск прокуратуры.
Однако ответчиками были поданы апелляционные жалобы, и в сентябре 2024 года судом апелляционной инстанции первоначальное решение было отменено. Второй арбитражный апелляционный суд пришёл к выводу, что приватизация была совершена с согласия федерального органа власти, а прокураторой пропущен срок исковой давности, вследствие чего в удовлетворении иска было отказано. Решение апелляционного суда было поддержано судом кассационной инстанции и Верховным судом России, а завод был возвращён собственникам.

Новый производственный корпус компании «Профессионал», построенный на территории ИЗТС